# Wilhelm Zopf
Friedrich Wilhelm Zopf, född den 12 december 1846 i Rossleben, död den 24 juni 1909 i Münster, var en tysk botaniker. Auktorsnamnet Zopf kan användas för Wilhelm Zopf i samband med ett vetenskapligt namn inom botaniken; se Wikipediaartiklar som länkar till auktorsnamnet..
Zopf studerade naturvetenskaper vid universitetet i Berlin. Han promoverades 1878 till filosofie doktor vid universitetet i Halle på dissertationen Die Conidienfrüchte von Fumago. Åren 1880–1883 undervisade han som extra ordinarie professor vid lantbrukshögskolan i Berlin. 
År 1881 valdes Zopf till ledamot av Leopoldina. Hans habilitation ägde rum 1882 i Halle. År 1883 blev Zopf föreståndare vid kryptogamlaboratoriet där. År 1899 blev han professor vid universitetet i Münster och föreståndare för botaniska trädgården där. 
Zopf blev känd för sina arbeten kring svamparnas systematik. Bakterier såg han som klyvsvampar. Han forskade även om färgstoffproduktionen hos svampar och lavar. Zopf namngav släktena Copromyxa, Hyphochytrium, Rhizidiomyces och Rhodococcus liksom olika arter. Till hans ära namngav Edvard Vainio Cladonia zopfii.